# كورت وايز
كورت وايز (بالإنجليزية: Kurt Wise)‏ هو جيولوجي أمريكي، ولد في 1959 في الولايات المتحدة.